# Iglesia de San Pedro (Gavet de la Conca)
San Pedro de Gavet era una iglesia románica del término municipal de Gavet de la Conca, dentro del antiguo término de Sant Serni. Se encuentra en el pueblo de Gavet, y es el precedente de la actual iglesia parroquial del pueblo.
Está mencionada en el 1012, cuando pasa a ser posesión de Santa María de Gerri. Es mencionada como posesión de este monasterio en 1081, 1086, 1164 y 1197. En 1904 aparece ya desvinculada de aquel monasterio, y se menciona como parroquia. Se dice, ese año, que no tiene sacristía, y tiene un solo altar. Aparece en buen estado